# Porte de Saint-Mandé (bois de Vincennes)
Pour les articles homonymes, voir Porte de Saint-Mandé (homonymie) et Saint-Mandé (homonymie).
La porte de Saint-Mandé est  située dans le 12e arrondissement de Paris, à la limite entre le bois de Vincennes (Paris) et la commune de Saint-Mandé (Val-de-Marne).

## Situation et accès
Situées dans le bois de Vincennes, la porte du Bel-Air, la porte Jaune et cette porte de Saint-Mandé ne font pas partie des portes de l’agglomération parisienne.

## Historique
Cette porte de Saint-Mandé était autrefois située sur le territoire de la commune de Saint-Mandé (appartenant alors, comme Paris, au département de la Seine et aujourd'hui au Val-de-Marne), dans la partie annexée à Paris par décret du 18 avril 1929.
Cette porte de Saint-Mandé est à distinguer de la porte de Saint-Mandé de l’ancienne enceinte de Thiers.